# Lesser Prophets
Lesser Prophets es una película de 1997 dirigida por William DeVizia y escrita por Paul Diomede. Fue protagonizada por John Turturro, Jimmy Smits, Scott Glenn y Elizabeth Perkins.

## Argumento
Tres corredores de apuestas de bajo nivel (DiCenzo, Badalucco y Spencer) escapan de la policía y abren un negocio en otro sitio. De casualidad, un policía los encuentra; en vez de detenerlos nuevamente, les exige dinero que su hermano, que se ha suicidado, había perdido apostando con ellos. Un raro y no muy sano indiviudo llamado Leon (Turturro), conoce a uno de los corredores y les brinda información acerca de un futuro negocio de ganancias seguras. Al mismo tiempo, Leon se ha hecho amigo de un chico que vive en el apartamento de al lado, cuya madre sufre abusos por parte de su esposo, que lleva a cabo misteriosos negocios delictivos. Las equivocaciones y las buenas intenciones del policía, los corredores, el delincuente, la esposa y Leon desembocan en un final donde prevalece el dinero y los asesinatos.

## Reparto
- John Turturro ....  Leon
- George DiCenzo ....  Jerry
- Michael Badalucco ....  Charlie
- John Spencer ....  Ed
- Jimmy Smits ....  Mike
- Scott Glenn ....  Iggy
- Elizabeth Perkins ....  Susan
- Zachary Badalucco ....  Hijo de Charlie
- Amy Brenneman ....  Annie
- Robert Miano ....  Sal
- Jade Ostner ....  Child
- Joe Paparone ....  Vinny
- Mike Starr ....  Larry